# Louis Neye
Louis Neye (* 8. Mai 1863 in Flatow, Osthavelland; † 28. November 1955 in Hildesheim) war ein deutscher Fachlehrer für Landwirtschaft und erfolgreicher Lehrbuchautor.

## Leben und Wirken
Louis Neye studierte an der Landwirtschaftlichen Hochschule Berlin und bestand dort 1890 das Diplomexamen. Anschließend wirkte er jeweils für ein Jahr als Landwirtschaftslehrer in Oranienburg und in Heide (Holstein), dann als Direktor der Landwirtschaftsschule in Katzenelnbogen (bei Nassau) und in Visselhövede (Lüneburger Heide). Ab 1894 war er als Oberlehrer und Ökonomierat an der Landwirtschaftsschule (Michelsenschule) in Hildesheim tätig. Aus gesundheitlichen Gründen ließ er sich bereits 1919 in den vorzeitigen Ruhestand versetzen.
Neye schrieb didaktisch vorbildliche, an den praktischen Bedürfnissen der Landwirtschaftsschüler orientierte Lehrbücher über Ackerbau, Pflanzenbau, Tierzucht und landwirtschaftliche Betriebslehre. Seine erfolgreichsten Bücher waren über fünfzig Jahre lang in jeweils neubearbeiteten Auflagen im Buchhandel erhältlich.

## Hauptwerke
- Die Ackerbaulehre. Ein Leitfaden für den Unterricht an landwirtschaftlichen Lehranstalten. Verlag Hermann Olms Hildesheim 1899; 10. Aufl. ebd. 1920; 15. Aufl. Beltz-Verlag Langensalza 1938; 22. Aufl. neubearbeitet von Ewald Klohn, Beltz-Verlag Weinheim/Bergstraße 1957.
- Die Pflanzenbaulehre (Anbau der Kulturpflanzen). Ein Lehrbuch für landwirtschaftliche Schulen. Verlag Hermann Olms Hildesheim 1903; 10. Aufl. Beltz-Verlag Langensalza 1928; 19. Aufl. neubearbeitet von Ewald Klohn, Beltz-Verlag Weinheim/Bergstraße 1956.
- Die Tierzuchtlehre. Ein Lehrbuch für landwirtschaftliche Schulen. Verlag Hermann Olms Hildesheim 1911; 10. Aufl. Verlag Lax Hildesheim 1948; 16. Aufl. neubearbeitet von Otto Riesenberg, Beltz-Verlag Weinheim/Bergstraße 1957.
- Landwirtschaftliche Betriebslehre. Ein Leitfaden für den Unterricht an landwirtschaftlichen Schulen. Privatdruck Hildesheim 1921.